# Präriehunde
Präriehunde (Cynomys) sind eine nordamerikanische Gattung der Erdhörnchen. Sie sind verwandt mit den Murmeltieren und den Zieseln.

## Merkmale
Der plumpe Körper, die kurzen Beine und der kurze Schwanz geben den Präriehunden ein entfernt murmeltierähnliches Aussehen. Präriehunde haben eine Kopf-Rumpf-Länge von 30–35 cm und ein Gewicht von 800–1400 g. Männchen sind im Schnitt etwas größer und um 10 % schwerer als Weibchen.
Das Fell ist graubraun gefärbt und oberseits etwas dunkler als an der Unterseite. Schwarzschwanz- und Mexikanischer Präriehund haben einen Schwanz mit schwarzer Spitze, Weißschwanz-, Gunnison- und Utah-Präriehund einen mit weißer Spitze. Darüber hinaus sind die Arten nur sehr schwer unterscheidbar. Form und Größe der Backenzähne sowie die Art der Lautgebungen gehören zu den wenigen Merkmalen, anhand derer sich die Arten auseinanderhalten lassen.

## Lebensweise

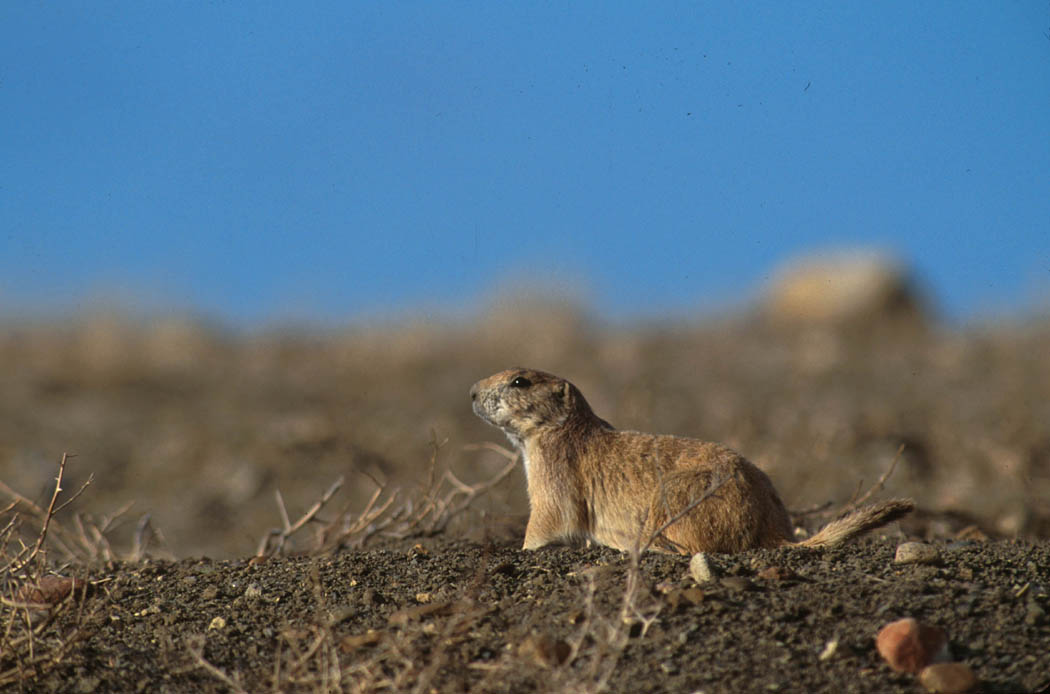
Schwarzschwanz-Präriehund

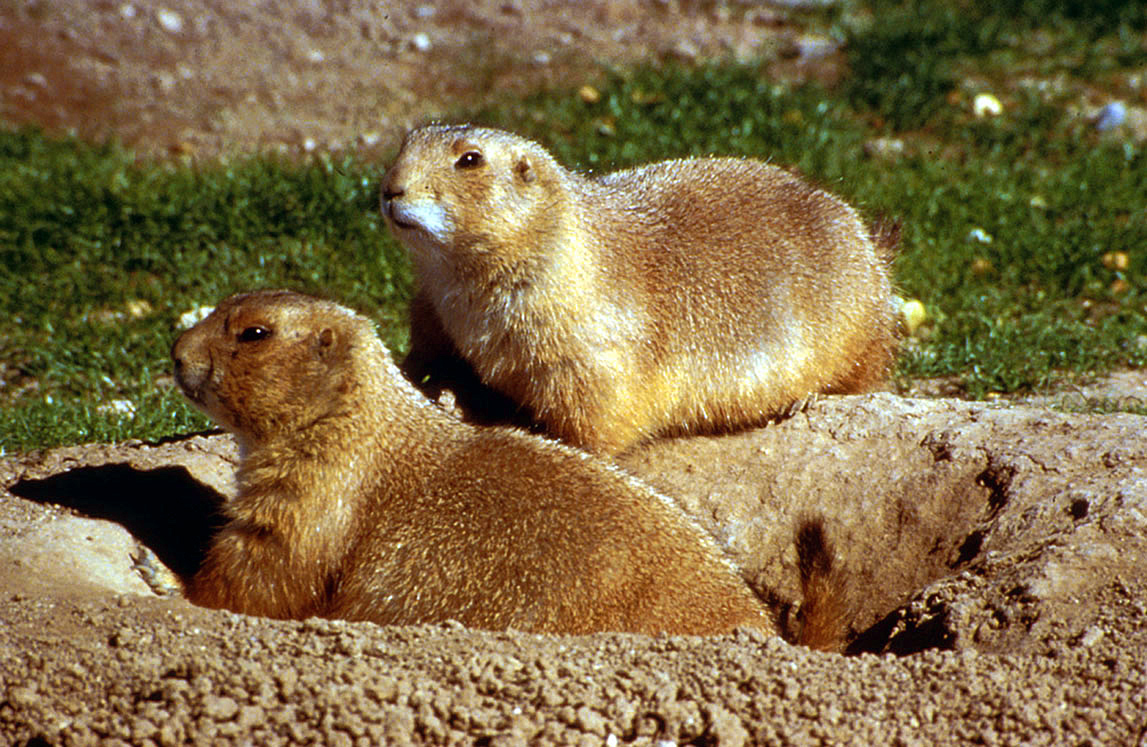
Schwarzschwanz-Präriehunde

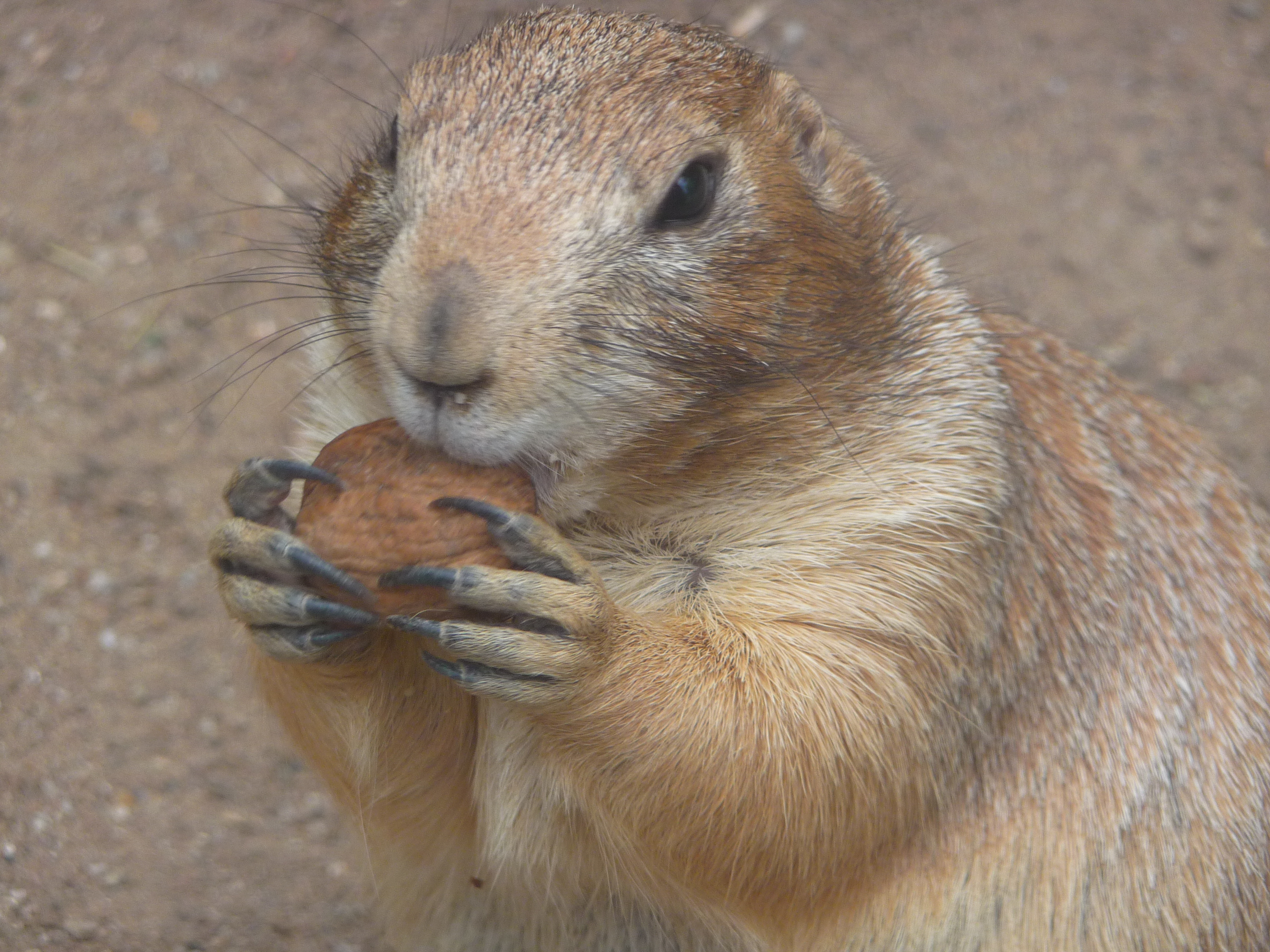
Präriehund mit Walnusshälfte im Tiergarten Heidelberg

Präriehunde leben in der Prärie Nordamerikas. Das Habitat muss kurzes oder mittellanges Gras sowie trockenen Boden bieten.
Als tagaktive Tiere bleiben Präriehunde nachts in ihren selbst gegrabenen Erdhöhlen. Die Tunnel sind etwa 10 bis 15 cm breit und können maximale Längen von 34 m erreichen. Sie führen zu Nestkammern, die eine Ausdehnung von etwa 40 cm haben, mit Gras ausgelegt sind und 1 bis 5 m unter der Erdoberfläche liegen. Die beim Graben ausgehobene Erde wird um die Eingänge angehäuft, so dass bei Überschwemmungen kein Wasser hineinlaufen kann. Ein Präriehundbau hat meistens nur einen oder zwei Eingänge, in seltenen Fällen bis zu sechs.
Der Weißschwanz-Präriehund hält einen halbjährigen Winterschlaf. Dagegen ist der Schwarzschwanz-Präriehund ganzjährig aktiv und kommt selbst bei Schneetreiben ins Freie. Präriehunde ernähren sich von Pflanzen, vor allem von Gräsern. Die Pflanzen in der Umgebung des Baus werden stetig kurz gehalten, wodurch den Präriehunden ein weiter Überblick ermöglicht wird.

### Leben in Kolonien
Vier der fünf Präriehund-Arten leben in komplexen Kolonien mit einem hohen Grad an sozialer Organisation. Eine Ausnahme bildet allein der Weißschwanz-Präriehund, dessen Kolonien eher denen vieler Ziesel ähneln. Sie sind kleiner und weniger organisiert. In einem Bau lebt meistens nur ein Weibchen mit seinen Jungen; andere Mitglieder der Kolonie haben eigene Baue. Die sozialen Bande zwischen den Gruppenmitgliedern sind gering.
Die folgenden Angaben beschreiben das soziale Leben des Schwarzschwanz-Präriehundes. Vieles dürfte aber auch auf den Mexikanischen, den Gunnison- und den Utah-Präriehund zutreffen. Diese Arten sind weniger gut erforscht, haben aber ähnlich komplexe, wenn auch kleinere Kolonien.
Die Kolonien des Schwarzschwanz-Präriehundes gliedern sich in einzelne Familienverbände. Ein Verband besteht meistens aus einem ausgewachsenen Männchen, drei oder vier Weibchen und einer großen Zahl von jungen und jugendlichen Tieren beiderlei Geschlechts. Er kann insgesamt bis zu 26 Individuen umfassen. In einigen Fällen kann einem Verband mehr als ein Männchen angehören. Dabei handelt es sich dann meistens um Brüderpaare.
Weibchen, die in einem Verband geboren wurden, bleiben dort, so dass alle Weibchen einer Gruppe miteinander verwandt sind. Männchen müssen dagegen vor Erreichen des zweiten Lebensjahrs den Verband verlassen. Sie versuchen dann, die Kontrolle über einen anderen Verband zu erlangen. Um Inzucht zu vermeiden, wechseln auch die ausgewachsenen Männchen jährlich ihren Verband; tun sie dies nicht, verweigern die Weibchen letztlich die Paarung mit ihnen.
Die einzelnen Verbände bilden zusammen eine Kolonie, die aus Hunderten von Tieren besteht. Oft werden diese Kolonien als „Präriehundstädte“ bezeichnet. Im 19. Jahrhundert soll es in Texas eine Präriehundstadt gegeben haben, die eine Fläche von 65.000 km² bedeckte und aus 400 Millionen Einwohnern bestand. Die größte heutige Präriehundstadt liegt im Nordwesten des mexikanischen Bundesstaates Chihuahua, umfasst 350 km² und hat mehr als 1 Million Einwohner. Zwischen den Verbänden einer Stadt gibt es keine soziale Interaktion; im Gegenteil, es verteidigt jeder Verband seine Grenzen gegen den benachbarten.
Eine gemeinsame Aufzucht der Jungen findet nicht statt. Jedes Weibchen kümmert sich ausschließlich um die eigenen Jungen und wird während der Trag- und Stillzeit außerordentlich aggressiv. Innerhalb der Kolonie kommt es oft zu gegenseitigen Attacken, bei denen die Weibchen versuchen, die Jungen anderer Muttertiere zu töten und zu fressen. Auf diese Weise kommen nahezu 40 % aller Jungtiere einer Kolonie ums Leben. Von keinem anderen Säugetier ist ein vergleichbares Verhalten bekannt. Der Vorteil liegt offenbar darin, dass der Nachwuchs der stärksten Mütter letztlich überlebt.
Männchen verhalten sich gegenüber allen Jungtieren ihrer Kolonie friedfertig und versuchen, sie zu verteidigen.
Die Paarung findet je nach Art und geografischer Breite zwischen Januar und April statt. Sie wird im Bau vollzogen. Die Paarungsbereitschaft lässt sich an bestimmten Verhaltensweisen ablesen: Beide Partner lecken ihre Geschlechtsteile, sie benutzen denselben Bau, und die Männchen sammeln Nistmaterial, das sie in diesen Bau schaffen. Jungtiere kommen nach einer Tragzeit von 35 Tagen zur Welt. In einem Wurf können sich bis zu acht Junge befinden, die bei der Geburt eine Größe von 7 cm und ein Gewicht von 15 g haben und nackt und blind sind. Das Fell bildet sich im Alter von drei Wochen, die Augen öffnen sich nach sechs Wochen. Die Jungen werden 40 bis 50 Tage gesäugt, dann verlassen sie erstmals ihren Bau. Sobald sie eigenständig genug sind, ins Freie zu gehen und Nahrung zu suchen, endet für die Jungen die Gefahr, von anderen Müttern getötet zu werden. Die Lebensdauer kann in Gefangenschaft über acht Jahre betragen, ist in freier Wildbahn aber für gewöhnlich kürzer.

## Systematik
Die Präriehunde sind eine Gattung der Hörnchen, wo sie den Erdhörnchen (Xerinae) und darin den Echten Erdhörnchen (Xerini) zugeordnet werden. Die wissenschaftliche Erstbeschreibung der Gattung erfolgte durch Constantine S. Rafinesque-Schmaltz im Jahr 1817.
Die Präriehunde wurden 2004 in einer molekularbiologischen Untersuchung als monophyletische Gruppe bestätigt und als Schwestergruppe der gesamten Marmotini mit Ausnahme der ursprünglich den Zieseln zugeordneten Gattung Xerospermophilus identifiziert. Der Franklin-Ziesel (Poliocitellus franklinii) ist die gemeinsame Schwesterart dieses aus den beiden Gruppen gebildeten Taxons.
Aus der Gattung der Präriehunde sind fünf Arten bekannt:
- Gunnisons Präriehund (Cynomys gunnisoni), Utah, Colorado, Arizona, New Mexico
- Weißschwanz-Präriehund (Cynomys leucurus), Wyoming, Colorado
- Schwarzschwanz-Präriehund (Cynomys ludovicianus), Prärien von Saskatchewan über die zentralen USA bis Chihuahua
- Mexikanischer Präriehund (Cynomys mexicanus), Coahuila, San Luis Potosí
- Utah-Präriehund (Cynomys parvidens), Utah

Die ersten beiden dieser Arten werden oft in einer Untergattung Cynomys, die letzten drei in Leucocrossuromys zusammengefasst.

## Etymologie
Präriehunde sind benannt nach ihrem Habitat und nach ihrem Warnruf, der dem Bellen eines Hundes ähnelt. Der Name wurde laut Online Etymology Dictionary frühestens 1774 verwendet. Die Berichte der Lewis-und-Clark-Expedition geben an, dass diese im September 1804 „ein Dorf der Tiere erreichte, welche von den Franzosen Präriehunde genannt werden“.
Der wissenschaftliche Name Cynomys (von griechisch κύων kýōn u. μῦς mŷs) bedeutet „Hundemaus“, was sich auf die mäuseartige Lebensweise bezieht.

## Menschen und Präriehunde
Zwar waren Präriehunde nie selten, aber nach übereinstimmenden Berichten erlebten sie am Ende des 19. Jahrhunderts eine nahezu explosive Vermehrung. Weiße Siedler dezimierten die natürlichen Feinde der Präriehunde und führten Hausrinder ein, die dafür sorgten, dass die Vegetation kurz gehalten wurde, was den Lebensraum für Präriehunde besonders günstig machte. Um 1900 soll es etwa 5 Milliarden Schwarzschwanz-Präriehunde auf US-Territorium gegeben haben, die zunehmend als eine ernste Bedrohung der Landwirtschaft angesehen wurden, da sie über Getreide- und Gemüsefelder herfielen. Am Anfang des 20. Jahrhunderts organisierte die US-Regierung eine Ausrottungskampagne: Mit Strychnin versetztes Futter wurde massenhaft ausgelegt, wodurch die Populationen überall einbrachen. Allein in Texas wurden binnen weniger Jahre 99,8 % der dort lebenden Präriehunde getötet; in anderen Bundesstaaten waren die Zahlen vergleichbar. Heute gilt der Schwarzschwanz-Präriehund als gering gefährdet.
Durch ein Ende der Vergiftungen und darauf folgende Schutzmaßnahmen sind die US-amerikanischen Arten heute wieder recht häufig. Der Utah-Präriehund, der bis 1996 als gefährdet galt, wird nach einem effektiven Schutzprogramm seither in der Roten Liste der IUCN nur noch als „von Schutzmaßnahmen abhängig“ geführt. Dagegen gilt der Mexikanische Präriehund als stark gefährdet, da er noch immer Verfolgung und Vergiftung ausgesetzt ist und sein natürlicher Lebensraum durch Ausbreitung der Landwirtschaft zerstört wird.
Manche Indianervölker haben früher Präriehunde gegessen. Heute werden sie manchmal als Labortiere eingesetzt und erfreuen sich einer zunehmenden Beliebtheit als Heimtiere, wenngleich sie kaum artgerecht gehalten werden können. Die Städte der Präriehunde sind beliebte Reiseziele für Touristen im US-amerikanischen Westen.
Meriwether Lewis, der zusammen mit William Clark im Auftrag des Präsidenten Thomas Jefferson den nordamerikanischen Westen erforschte, nannte den Präriehund „Bellendes Hörnchen“. Er versuchte einen Präriehund lebend als Geschenk für den Präsidenten auszugraben. Da dies wegen der Tiefe des Baus nicht gelang, ließ er die Höhle unter Wasser setzen und konnte so einen Präriehund fangen. Der Präriehund lebte dann noch einige Zeit im Weißen Haus.
Die Bedeutung von Präriehunden als Krankheitsüberträger wurde meistens übertrieben, um Begründungen für die Ausrottungskampagnen zu liefern. Dennoch sind Präriehunde in einigen Regionen im Südwesten der USA mögliche Träger der Pest. 2003 gab es eine aufsehenerregende Affenpocken-Epidemie in den USA, die tatsächlich durch Präriehunde verbreitet wurde. Die Verursacher waren hier aus Zoogeschäften entlaufene afrikanische Riesenhamsterratten, die die Infektion auf die Präriehunde übertragen hatten.

## Sonstiges
Die großflächige Verfolgung der Präriehunde hat auch zur fast völligen Ausrottung der Schwarzfußiltisse geführt, die sich zu 90 % von diesen Tieren ernähren. Die Iltisse sind in den 1980er-Jahren in freier Wildbahn ausgestorben und haben nur dank eines Nachzuchtprogramms überlebt. Weitere Feinde der Präriehunde sind unter anderem Kojoten, Silberdachse, Klapperschlangen und Greifvögel.
Während man lange die Ziesel für die Schwestergruppe der Präriehunde hielt, scheint in Wahrheit nur die Ziesel-Untergattung Spermophilus Schwestertaxon der Präriehunde zu sein.
Für Gunnisons Präriehund (Cynomys gunnisoni) wurde nachgewiesen, dass diese Tiere über ein ungewöhnlich stark differenziertes Kommunikationsvermögen verfügen. Demnach äußern sie jeweils unterschiedliche Warnrufe, wenn sich ein Falke, ein Haushund, ein Kojote oder ein Mensch nähert. Weiterhin unterscheiden sich die Warnrufe bei Annäherung kleiner Menschen von denen bei Annäherung großer Menschen. Schließlich konnte in einem Experiment nachgewiesen werden, dass – bei ansonsten gleichem äußeren Erscheinungsbild – vor einer mit grünem T-Shirt sich nähernden Person durch andere Rufe gewarnt wird, als wenn eine Person in blauem T-Shirt gesichtet wird.